# Салкынкольский сельский округ
Салкынкольский сельский округ (каз. Салқынкөл ауылдық округі) — административная единица в составе района имени Габита Мусрепова Северо-Казахстанской области Казахстана. Административный центр — село Салкынколь.
Население — 597 человек (2009, 1062 в 1999, 1351 в 1989).

## История
27 октября 2000 года совместным решением Северо-Казахстанского областного маслихата и акима области образован Салкынкольский сельский округ путём выделения его территории из состава Тахтабродского сельского округа.

## Состав
В состав округа входят такие населенные пункты:
| Населенный пункт | Население, человек (1989) | Население, человек (1999) | Население, человек (2009) |
| ---------------- | ------------------------- | ------------------------- | ------------------------- |
| Салкынколь, село | 1165                      | 841                       | 469                       |
| Токты, село      | 186                       | 221                       | 128                       |